# Zarządzanie emocjami
Zarządzanie emocjami – regulacja, kontrola i praca nad emocjami w celu zmieniania własnych uczuć lub poprawienia relacji międzyludzkich. 
Empatyczne współodczuwanie emocji innych oraz dostosowywanie na tej podstawie własnych odczuć wiąże się z inteligencją emocjonalną i jest jednym z aspektów tworzenia relacji międzyludzkich. Zasady reagowania odpowiednimi emocjami na dane sytuacje mają w dużej mierze podłoże kulturowe. 
Podstawowe emocje rozpatrywać można w kategoriach płynących z nich korzyści, np. odczuwanie strachu lub gniewu często przynosi niekorzystne skutki, a odczuwanie radości pozytywne. Wiedząc to, można wpływać i w efekcie zmieniać odczuwane w danym momencie emocje, np. świadomie kontrolując mimikę twarzy.